# Lampridia
Lampridia és un gènere d'arnes de la família Crambidae. Conté només una espècie, Lampridia fuliginalis, que es troba a Sulawesi.